# アキラが可哀想
「アキラが可哀想」（アキラがかわいそう）は、1991年7月1日にリリースされた和久井映見の3枚目のシングルである。

## 解説
アルバム『LUNARE』にはアルバム・バージョンで収録された。

## 売上
週間オリコンチャートにおいては39位を記録。登場週数は3週。

## 収録曲
1. アキラが可哀想
  - 作詞：康珍化 / 作曲：小倉博和 / 編曲：門倉聡
2. 花で言えばバラのようなあなた
  - 作詞作曲：CANCAMAY